# Pteronyx dimidiatus
Pteronyx dimidiatus là một loài bọ cánh cứng trong họ Bọ hung (Scarabaeidae).